# Too Many Caseys
Too Many Caseys è un cortometraggio muto del 1912. Il nome del regista non viene riportato nei credit del film.

## Produzione
Il film fu prodotto dalla Vitagraph Company of America.

## Distribuzione
Distribuito dalla General Film Company, il film uscì nelle sale cinematografiche statunitensi il 6 dicembre 1912 e in quelle britanniche il 5 aprile 1913. È stato distribuito come split reel assieme al documentario Cork and Vicinity del 1912.